# Grease (musikal)
Grease är en musikal skriven av Jim Jacobs och Warren Casey. Den hade premiär 1971 i Chicago, och utspelar sig i USA 1959. Musikalen filmatiserades 1978 med John Travolta och Olivia Newton-John i huvudrollerna.
Musikalen är uppkallad efter 1950-talets arbetarklassungdomssubkultur i USA, kallad "greasers" (smörjare) spelas musikalen 1959 på den fiktiva Rydell High school (baserad på William Howard Taft School i Chicago, Illinois, uppkallad efter rocksångerskan Bobby Rydell, och följer tio arbetartonåringar när de navigerar i komplexiteten i grupptryck, politik, personliga kärnvärden och kärlek. Det dånar tungt från ljudet av tidig rock and roll. I sin ursprungliga produktion i Chicago var Grease en grov, rå, aggressiv, vulgär show. Efterföljande produktioner sanerade det och tonade ner det. 
Grease nämner sociala frågor som tonårsgraviditet, grupptryck och gängvåld; dess teman inkluderar kärlek, vänskap, tonårsuppror, sexuell utforskning under tonåren och till viss del klassmedvetenhet och klasskonflikt. Jacobs beskrev showens grundläggande handling som en underversion av vanliga troper från 1950-talets film, eftersom den kvinnliga huvudrollen, som i många 1950-talets filmer förvandlade alfahannen till en mer känslig och sympatisk person, dras hon här istället in under mannens inflytande och förvandlas till hans vilda, skurkaktiga fantasi.
Grease framfördes först 1971 i den ursprungliga nattklubben Kingston Mines i Chicago (som sedan revs). Därifrån har den varit framgångsrik både på scenen och på skärmen, men innehållet har spätts ut och dess tonårskaraktärer har blivit mindre Chicago-tillvanda (i synnerhet ignoreras karaktärernas polsk-amerikanska bakgrund med efternamn ofta ändrade, även om två italiensk-amerikanska karaktärer lämnas identifierbart etniska. Vid den tidpunkt då nattklubben stängdes 1980 var Greases 3 388 det längsta framförandet hittills i Broadway-historien, även om den överträffades av A Chorus Line den 29 september 1983. Den en framgångsrik långfilm, två populära Broadway-återupplevare 1994 och 2007, och ett huvudsakligt ämne för regional teater, samhällsteater och gymnasium och dramagrupper på mellanstadiet. Grease förblir Broadways 16:e längsta show.

## I Sverige
- 1991–1992 spelades den på Chinateatern i Stockholm. Detta var enligt vissa Peter Jöbacks stora musikalgenombrott.
- 1997–1998 spelades den på Slagthuset i Malmö. Regi/koreografi gjordes av den brittisk-ättade Gordon Marsh. Denna produktion fick väldigt fin kritik och sågs av 85 000 besökare.
- 2005–2006 spelades den på Göta Lejon med Pernilla Wahlgren och Rennie Mirro i huvudrollerna.
- 2006–2007 spelades den på Nöjesteatern i Malmö. Måns Zelmerlöw gjorde där sin första huvudroll som Danny.
- 2010 spelades den på Göta Lejon med Marie Serneholt och Sebastian Karlsson i huvudrollerna. Uppsättningen var då en svensk variant som utspelade sig i 60-talets Sverige.
- 2011 spelades den på Kristianstads teater med Kevin Borg och Sara Ollinen i huvudrollerna.
- 2013 spelades den på Sagateatern i Borås med Linn Skoglund och Mattias Jonasson i huvudrollerna. 15 föreställningar under perioden 21/9-25/10.
- 2019–2020 spelades föreställningen återigen på Nöjesteatern i Malmö. I huvudrollerna Anton Hagman och Caroline Johansson Kuhmunen. Regi Staffan Götestam och koreografi Sîan Playsted.
- 2024 spelades den återigen på Kristianstad Teater. Denna gång med Simon Oscarsson och Nora Aurdal i huvudrollerna.

### Webbkällor
- Grease på Slagthuset 1997
- Grease Nöjesteatern 2006
- Grease Göta Lejon 2010